# Jerobeam II

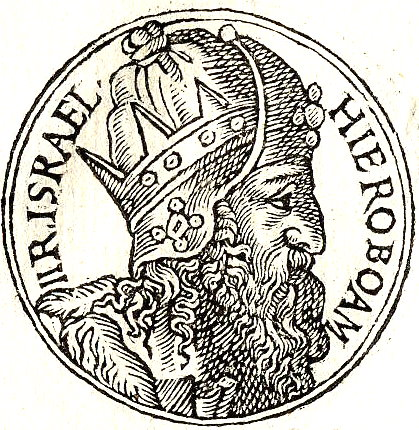
Jerobeam II volgens Promptuarii Iconum Insigniorum

Jerobeam II (Hebreeuws: ירבעם השני or יָרָבְעָם; Grieks: Ιεροβοάμ; Latijn: Jeroboam) was een koning van het koninkrijk Israël en regeerde van 786 tot 746 v.Chr. Onder zijn heerschappij was er vrede en een relatieve opbloei.
In de Bijbeltekst 2 Koningen 14:23-29 wordt geschreven over de regering van Jerobeam II.